# Konská (okres Liptovský Mikuláš)
Konská je obec na Slovensku v okrese Liptovský Mikuláš, pod hřebenem Roháčů (Západní Tatry), ležící asi 13 km od Liptovského Mikuláše. V obci žije necelých 212 obyvatel.

## Poloha
Nachází se 13 km severovýchodně od okresního města, na okraji Liptovské kotliny a pod výběžky Západních Tater na obou březích Konského potoka. Sousedí s obcemi Jamník a Jakubovany na východě, Liptovský Ondrej na jihu a katastrálním územím Svätý Štefan (součást města Liptovský Mikuláš) na západě a severozápadě.

## Dějiny
První písemná zmínka o obci je z roku 1357. Původní názvy byly Weresmihalfalua, Veresmihalfyahaza, Veresfaza, Konska, Konszka. Název Koňská se uvádí až v roce 1515. Obec vznikla původně v katastru obce Uhorská Ves na majetcích, které v roce 1309 prodal zvolenský župan Egidio. V roce 1391 patřila zemanské rodině Andreánští, část Detrichovcům. Obyvatelé se zabývali zejména zemědělstvím, pasením koní a dobytka, později byli známí jako zedníci a tesaři. V roce 1828 stálo v obci 23 domů, ve kterých žilo 221 obyvatel. V obci byla v roce 1919 postavena dřevěná zvonice, roku 1934 se na katastrálním území obce uskutečnily neúspěšné pokusy těžit uhlí. V roce 1991 se vesnice osamostatnila od sousední obce Liptovský Ondrej. Starostou obce byl v komunálních volbách v roce 2014 zvolen Ing. Miroslav Kamhal.

## Cestovní ruch
Koňská je východiskem do Západních Tater po neznačené trasách, obec leží přímo pod vrchem Baranec, na úpatí jehož se nacházejí dvě chaty Horec a Baranec. U obce se nachází železitý minerální pramen, místní nazývaný Medokýš.